# Rufaro Stadium
Rufaro Stadium – stadion piłkarski w Harare, stolicy Zimbabwe. Został otwarty w 1972 roku. Może pomieścić 35 000 widzów.
Stadion został wybudowany na początku lat 70. XX wieku przez rząd ówczesnej Rodezji. Obiekt powstał w miejscu poprzedniego stadionu, znanego jako „Number One Ground”. Otwarcie nowego obiektu miało miejsce we wrześniu 1972 roku.
Stadion jest jednym z najważniejszych obiektów piłkarskich w kraju. Kojarzony jest głównie z klubem piłkarskim Dynamos FC, choć swoje spotkania rozgrywają na nim również inne zespoły. Na obiekcie grywała także piłkarska reprezentacja Zimbabwe.
Poza meczami piłkarskimi obiekt gościł również wiele innych wydarzeń. Jednym z najbardziej znaczących były uroczystości związane z proklamowaniem niepodległości Zimbabwe w kwietniu 1980 roku, w trakcie których na Rufaro Stadium odbył się m.in. koncert Boba Marleya. 12 września 2019 roku na stadionie zorganizowano ostatnie pożegnanie zmarłego Roberta Mugabe.
Stadion posiada cztery wolno stojące trybuny, usytuowane przy każdej z czterech stron boiska piłkarskiego. Trybuna główna po stronie zachodniej jest w dużej części zadaszona. Łączna pojemność trybun wynosi 35 000 widzów. W 2008 roku, przy wsparciu FIFA, na stadionie położono murawę ze sztuczną nawierzchnią. W związku z licznymi narzekaniami na sztuczną murawę, po sezonie 2016 wymieniono ją z powrotem na naturalną.